# Pueblo lango
El pueblo lango, también conocido como langui es una etnia africana de origen nilótico. Sus comunidades habitan tierras del centro y norte de Uganda donde llevan asentadas por lo menos desde el siglo XV, aunque algunos autores afirman que la identidad lango se terminará de afianzar en la década de 1830. Existen comunidades emparentadas como los langgo (Torit , Sudán del Sur) y los lango-omiro (lago Kyioga, Uganda), con los que comparten idioma y tradiciones. Fueron un pueblo de pastores pero debieron incorporar la agricultura para su economía tras la peste bubónica que afectó África en la década de 1880. La religión étnica plantea la existencia de un gran creador llamado Jok y que se proyecta en la existencia de un alma individual que se unirá a él nuevamente tras la muerte de la persona. El grupo lango establecido en Uganda tiene aproximadamente 2.715.000 integrantes, incluyendo a los lango-omiro. Los langgo de Sudán del Sur agrupan una comunidad de lengua lango de aproximadamente 58.000 personas.

## Idioma

Bandera del pueblo lango

Originariamente hablaban una lengua nilótico oriental que tras una integración con el pueblo teso fue reemplazada por un idioma nilótico occidental, el luo. En ese proceso evolucionó aproximadamente desde la década de 1830 hacia el actual idioma lango.

## Territorio

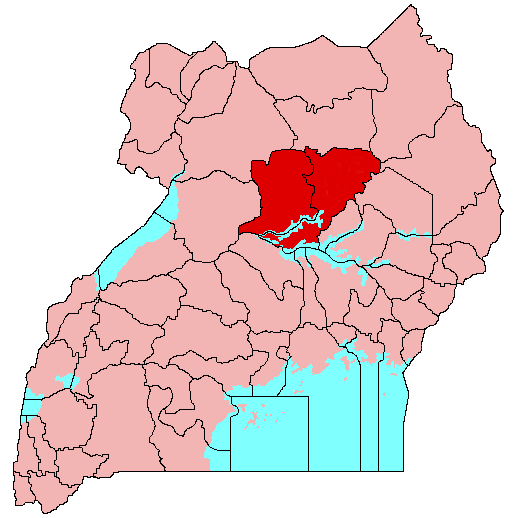
Región Lango

Los lango-omiro ocupan las tierras al norte del lago Kyoga, en el distrito de Amolatar (Uganda). Las comunidades mayores de clanes lango se distribuyen entre el norte del lago Kwania hasta los territorios del país Acholi. Especialmente ocupan los distritos de Landi (este) y Apac (oeste). El pueblo langgo de Sudán del Sur habita en las tierras fronterizas con Uganda. Especialmente en el condado de Torit, perteneciente al Estado Ecuatoria Oriental.

## Historia

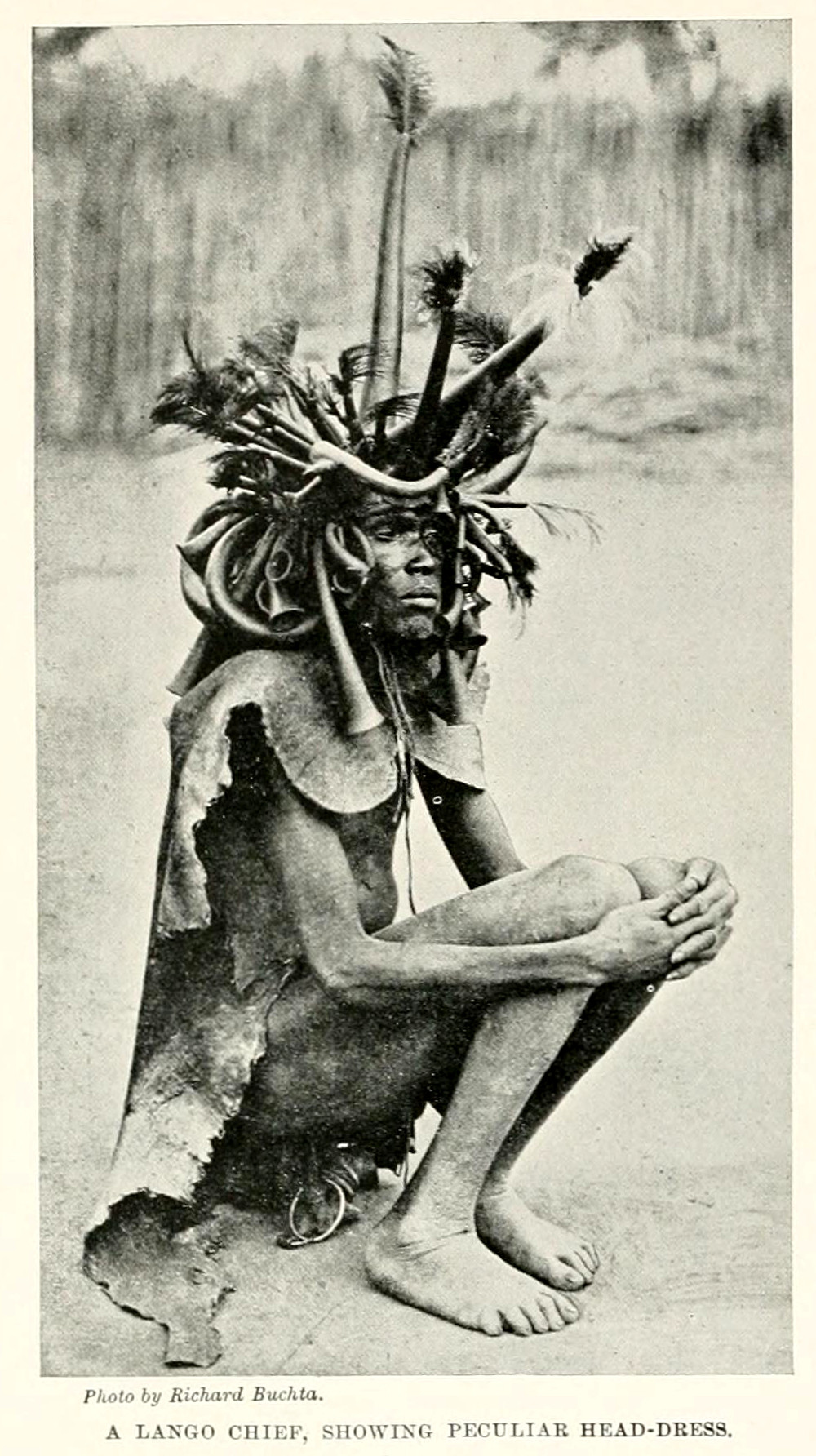
Jefe lango con su tocado simbólico. Fotografía de finales del, principios del

Los clanes lango mantuvieron una larga confrontación con los acholi, sus vecinos del norte. También el pueblo ganda intentó dominarlos en varias ocasiones pero no lo lograron. En la lista histórica de confrontaciones étnicas por territorios o robo de ganado se agregan las disputas con los nyoro. Los lango tenían fama de buenos guerreros. El reino de Bunyoro los contrató como mercenarios durante el reinado de Kabelega, tanto para enfrentar a otros reinos nativos como a las fuerzas coloniales británicas. El pueblo kumam fue objetivo permanente de estos embates. A consecuencia de ello, varios miembros del pueblo kumam pasaron por vasallaje o asimilación a integrar grupos lango.
Esta intensidad guerrera entre los siglos XVIII y XIX, obligó a fortificar las aldeas y pueblos lango, hasta que el gobierno de Uganda (tras la independencia), prohibió las incursiones de saqueo como las que practicaban históricamente acholi contra lango.
El siglo XIX consolidó un mercado dinámico en la zona de Bunyoro. El tráfico de productos agrícolas y ganado atraían los trueques por entre otras cosas, sal y azadas y otras herramientas de hierro. Los lango se dedicaron al cultivo de sésamo cuyos excedentes llevaban a ese mercado.
El pueblo lango quedó bajo dominio de la autoridad colonial británica en 1911, bastante tiempo después que la sumisión del reino de Buganda, acontecida en 1894, cuando pasó a ser protectorado británico.
Milton Obote, primer ministro tras la independencia de Uganda (09/10/1962) pertenecía al pueblo lango. Obote lideró una de las primeras tentativas de crear un movimiento nacionalista ugandés, el Congrego Nacional de Uganda (UNC, del inglés Uganda National Congress), que se concretó en 1952. Para ello se apoyó en una serie de etnias que a esa altura habían transformado su economía hacia el sector comercial. Entre ellos los pueblos lango, teso, bukedi y acholi.

## Sociedad

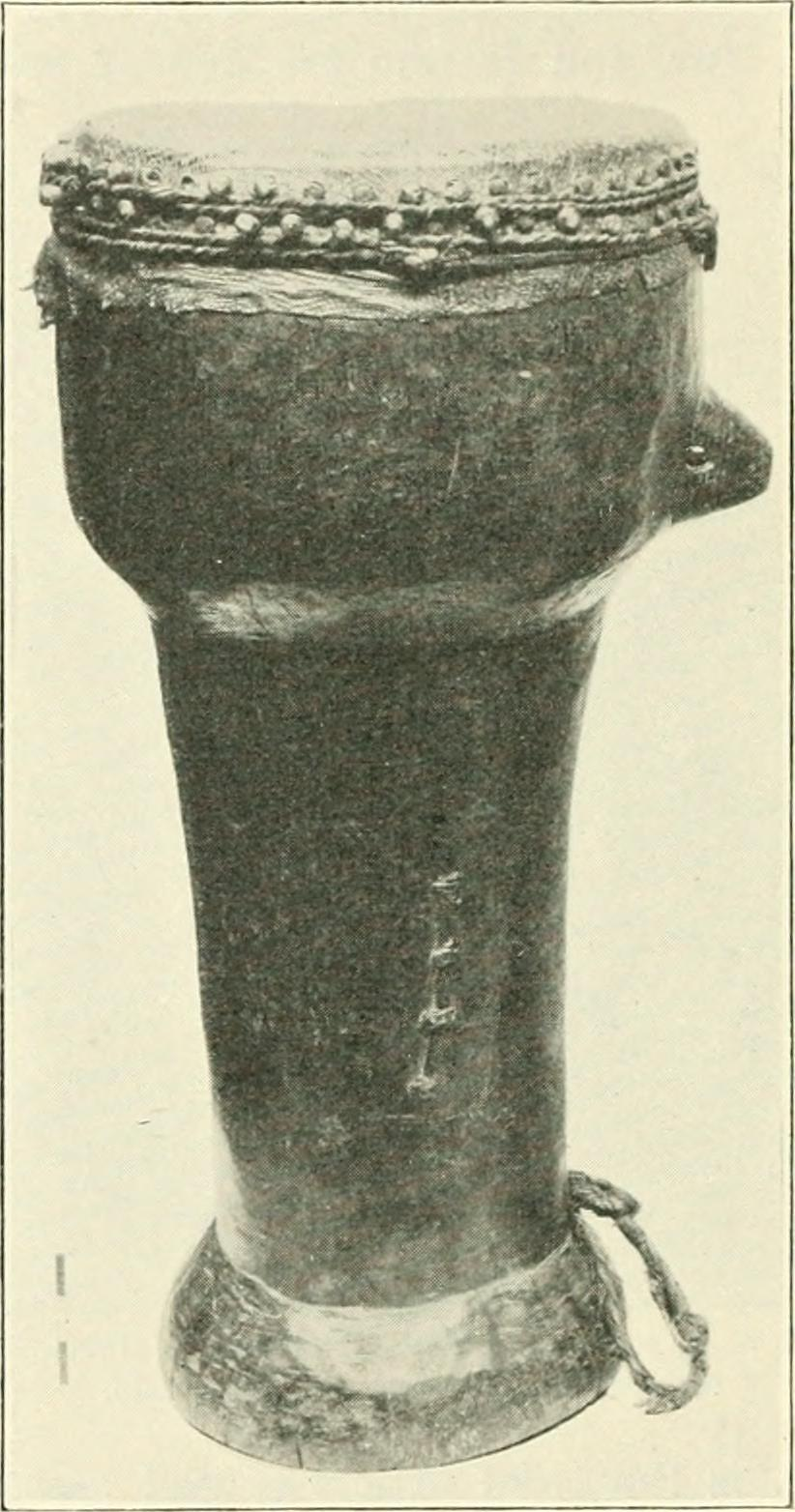
Tambor lango (1910) Colección del Museo Británico

La sociedad tradicional lango era descentralizada y organizada en clanes. Los conflictos se resolvían mediante un consejo de ancianos de los distintos clanes. Tradicionalmente, los lango estaban gobernados por jefes no hereditarios. Los elegían los jefes de linajes y tenían como principales responsabilidades la administración general de recursos, la relaciones interclánicas y del reparto de tierras. Recibían el nombre de rwot, supervisaban las acciones de los jefes hereditarios de las poblaciones o clanes adscritos a su jefatura y cumplían funciones rituales.
Otra jefatura no hereditaria que surgió por necesidades históricas fue la del jefe militar. Su elección dependía del prestigio obtenido en esta disciplina por un miembro de la etnia.
Las relaciones entre los diferentes grupos estaban controladas por el parentesco y la descendencia era patrilineal. Los pueblos típicos eran pequeños, y los aldeanos practicaban el pastoreo y también cultivaban mijo y sorgo.
Los lango no tienen un sistema legal formalizado y los consejos o árbitros carecen de poder real para imponer sus resoluciones.

## Cultura

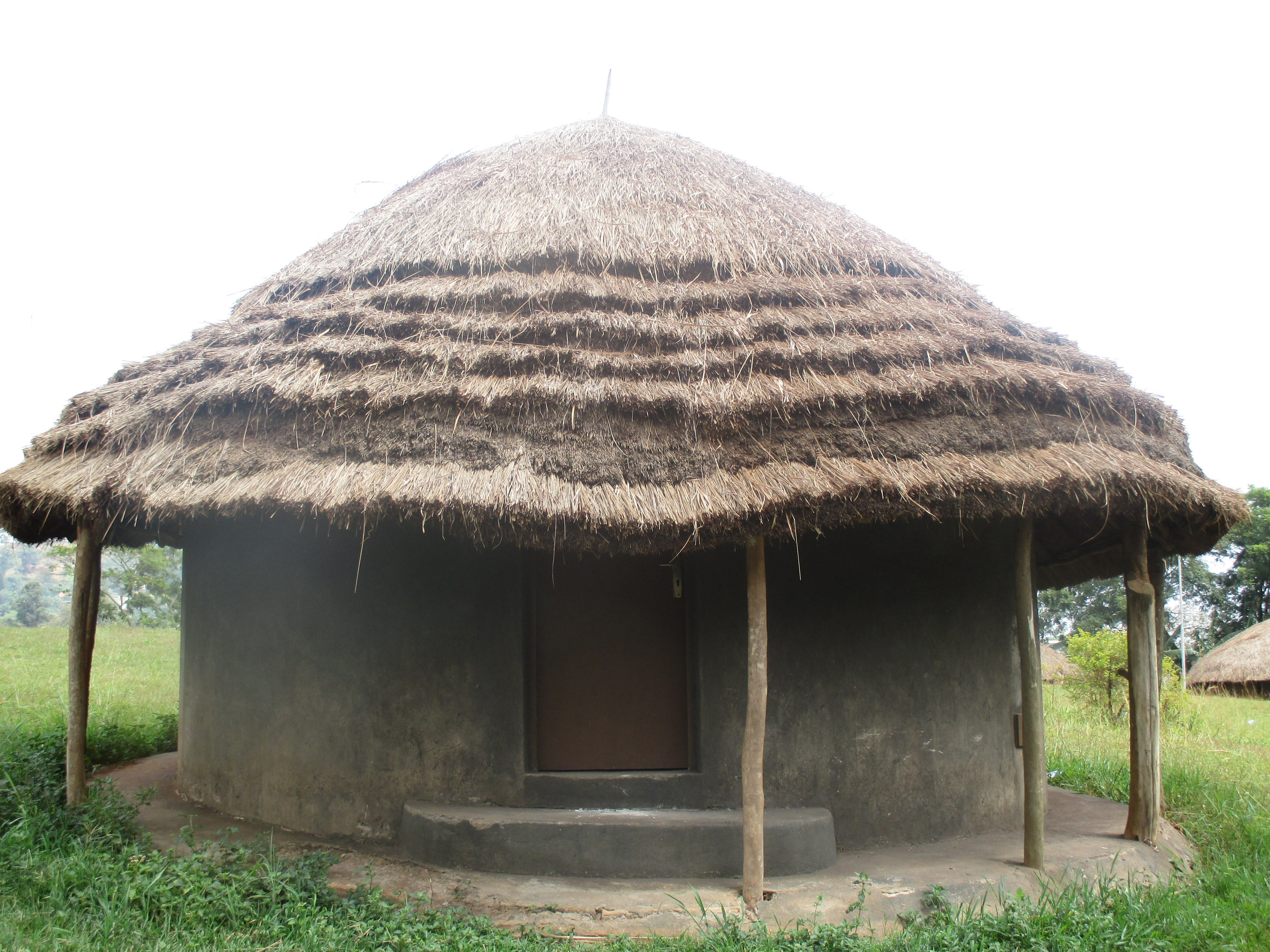
Vivienda tradicional (Uganda Museum)

### Rituales iniciáticos
Los rituales iniciáticos cumplían un papel estructurador de la sociedad. No practicaban la circuncisión. Los rituales de pasaje se realizaban en construcciones diferenciadas por sexo y se realizaban durante la soltería. Tradicionalmente se organizaban por grupos de edad que fueron perdiendo vigencia a partir de la década de 1930.

### Parentesco
Mantienen un sistema patrilineal que rige la vida de los clanes. Cuando alcanzan cierta presión demográfica tienden a dividirse manteniendo la línea patriarcal y el carácter exógamo de los clanes lango.

### Matrimonio
El sistema de clanes exogámicos obliga a buscar pareja fuera del círculo cercano. El ganado vacuno es la dote habitual a pagar a la familia de la novia.

### Poblados
La unidad básica de comunidad es el poblado o aldea autosuficiente. Los tamaños varían entre aldeas de 10 viviendas a 150. Suelen desarrollar la actividad ganadera y la horticultura a través de un sistema de cooperación vecinal. La mayoría de los habitantes de la aldea suele pertenecer al mismo linaje. Antiguamente estaban fortificadas, pero el fin de los conflictos étnicos en la etapa post colonial modificó su estructura poblacional, pasando a predominar los caseríos o aldeas aisladas.

## Economía
La estructura tradicional de los lango comenzó a base de una economía pastoril. Evolucionó incorporando la agricultura y complementó con la caza que incluía grandes piezas como los elefantes. Predominan los cultivos de subsistencia y a partir de 1904 se roturaron terrenos para algodón. Producto que en esas fechas recibió el apoyo del gobierno colonial para su explotación. La ganadería es primordialmente vacuna.

## Religión
La religión  tradicional del pueblo lango gira en torno a un creador al que llaman Jok. Practican la adoración a los antepasados y creen que cada persona tiene un espíritu guardián que debe liberarse ritualmente del cuerpo después de la muerte. También creen en un yo o alma, que se cree que se une al creador después de que la persona muere. Tenían agrupaciones rituales que unificaban a varios clanes con el nombre de etogo. Existía un intermediario (ojaka), que en casos especiales podía interpretar los designios de Jok, dignidad que era ejercida tanto por un hombre como por una mujer.